# Bad Boy (песня Ларри Уильямса)
«Bad Boy» — песня, сочинённая и записанная американским музыкантом, аранжировщиком и автором песен Ларри Уильямсом.

## Версия Ларри Уильямса
Песня впервые была записана в студии Radio Recorders в Голливуде (штат Калифорния, США) 14 августа 1958. В записи принимали участие: Ларри Уильямс (вокал, фортепиано), Earl Palmer (барабаны), Rene Hall (гитара), Jewell Grant (баритон-саксофон), Plas Johnson (тенор-саксофон), Ted Brinson (бас-гитара). Запись не попала в чарты Top 40 в США.
На стороне «Б» сингла была помещена песня «She Said Yeah». Кавер-версии этой песни играли и записывали в дальнейшем The Rolling Stones, The Animals и многие другие исполнители.

## Версия The Beatles
«Bad Boy» была одной из нескольких песен Ларри Уильямса, кавер-версии на которые The Beatles исполняли и записывали на протяжении своей карьеры. Так же как и другую песню Уильямса, «Dizzy Miss Lizzy», The Beatles записали «Bad Boy» 10 мая 1965 (в день рождения Уильямса); обе песни первоначально предназначались для издания только в Америке, однако «Dizzy Miss Lizzy» была включена в британское издание альбома Help!, вышедшее в августе 1965. «Bad Boy» в записи The Beatles впервые была издана на американском альбоме Beatles VI в июне 1965. В декабре 1966 песня была издана и в Великобритании, на сборнике A Collection of Beatles Oldies. Песня также вошла в сборник 1988 года Past Masters, Volume One.

### Состав участников записи
- Джон Леннон — ведущий вокал, ритм-гитара
- Пол Маккартни — бас-гитара
- Джордж Харрисон — дважды записанная (англ. double-tracked) соло-гитара
- Ринго Старр — барабаны, тамбурин

## Другие версии
Канадская группа Rush, играющая прогрессив-рок, исполняла на своих ранних концертах в конце 1960-х и начале 1970-х «Bad Boy» в стиле, близком к звучанию Led Zeppelin. Запись одного из таких исполнений можно услышать на бутлеге с концерта в Кливленде New in Town, там же присутствует продолжительное соло на гитаре, которое играет Алекс Лайфсон. Вокалист и басист группы Гедди Ли объявляет песню, как трек с альбома Beatles VI. После 1974 группа больше не исполняла песню на концертах.
Запись песни, сделанную в 1957 или 1958 году, можно найти на одноимённом сборнике 1992 года.